# Markus Lang (Diplomat)
Markus Lang (* 19. Januar 1961 in Konstanz) ist ein deutscher Diplomat. Seit August 2024 ist er Botschafter der Bundesrepublik Deutschland in Laos und leitet als solcher die Botschaft Vientiane.

## Leben
Lang wurde am 19. Januar 1961 in Konstanz geboren. Er studierte von 1981 bis 1987 Rechtswissenschaft an der Universität Konstanz und ist Volljurist. Im Jahr 1990 wurde er zum Dr. jur. promoviert.
Nach erfolgreicher Teilnahme am Auswahlwettbewerb für den höheren auswärtigen Dienst nahm er von 1991 bis 1993 an der Attachéausbildung in der Aus- und Fortbildungsstätte des Auswärtigen Amts in Bonn-Ippendorf teil. Es schloss sich bis 1994 eine erste Verwendung als Referent in der Zentrale des Auswärtigen Amts an.
Von 1994 bis 1996 führte ihn seine erste Auslandsverwendung an die Ständige Vertretung bei den Vereinten Nationen in Wien. Von 1996 bis 2000 wurde er erneut als Referent in der Zentrale des Auswärtigen Amts eingesetzt. Die nächste Auslandsverwendung führte ihn von 2000 bis 2003 an die Botschaft Singapur. Von 2003 bis 2006 fungierte er als stellvertretender Referatsleiter im Auswärtigen Amt, nun in Berlin.
Von 2006 bis 2010 leitete er als Botschaftsrat die Wirtschaftsabteilung der Botschaft Ankara/Türkei. Es folgte von 2010 bis 2011 ein kurzer Einsatz als Berater im Planungsstab des Bundesministeriums der Verteidigung, Berlin. Von 2011 bis 2013 nahm er die Funktion eines Rechtsberaters in der Wirtschaftsabteilung des Auswärtiges Amts wahr. Im Anschluss wurde er bis 2017 mit der Leitung eines Referats in der AA-Zentrale betraut.
Von 2017 bis 2021 wurde ihm die Position des Generalkonsuls in Montreal/Kanada im Rahmen des Jobsharings gemeinsam mit seiner Ehefrau Kathrin Misera-Lang übertragen. Anschließend war er bis 2024 Beauftragter für Strategische Projekte bei Germany Trade and Invest in Berlin.
Seit August 2024 ist er Botschafter in Laos und leitet als solcher die Botschaft Vientiane.
Lang ist verheiratet und hat drei Kinder.